# 職業訓練指導員 (工業包装科)
職業訓練指導員 (工業包装科)（しょくぎょうくんれんしどういん こうぎょうほうそうか）は、職業訓練指導員免許のうちの1つ。厚生労働省管轄。

## 受験資格
職業訓練指導員免許の受験資格と試験免除を参照。工業包装技能士の保有者など。

## 試験科目

### 学科試験
1. 指導方法（職業訓練原理、教科指導法、訓練生の心理、生活指導及び職業訓練関係法規）
2. 関連学科
  1. 系基礎学科
    1. 製図（現図画法　読図法）
    2. 木材加工法（木材乾燥法　木材加工用機械　木材加工法）
    3. 安全衛生（安全管理　衛生管理）

  2. 専攻学科
    1. 工業包装法（工作法　組立法　包装法　関係法規）
    2. 荷扱法（荷扱法　荷役機械）
    3. 材料（木材　合板　段ボール　副資材）

### 実技試験
1. 工業包装